# Скордовская волость
Скордовская волость — бывшая административно-территориальная единица 3-го уровня (1995—2005 гг.) в Пыталовском районе Псковской области России.
Административный центр — деревня Ступаны.

## География
Территория волости граничила на севере с Линовской, на юге — с Носовской и Пыталовской волостями Пыталовского района, на востоке — с Островским районом Псковской области, на западе — с Вецумской волостью Вилякского края Латвии.

## Населённые пункты
В состав Скордовской волости входило 24 деревни: Анциферово, Беляевка, Ванченки, Дульбы, Жогори, Жердино, Корчище, Кочерево, Климово, Краули, Копанцы, Кузнецово, Нижние Савинцы, Новое Кулево, Пупарево, Сазоны, Скорды, Старина, Старое Кулево, Ступаны, Умерниши, Хворостово, Пурино, Скоптово.

## История
Постановлением Псковского областного Собрания депутатов от 26 января 1995 года все сельсоветы в Псковской области были переименованы в волости, в том числе Скордовский сельсовет был превращён в Скордовскую волость.
Законом Псковской области от 28 февраля 2005 года Скордовская волость была упразднена и включена в Носовскую волость.